# Munster Blackwater
Munster Blackwater (irl. An Abhainn Mhór, w tłumaczeniu „wielka rzeka”) – rzeka w południowej Irlandii przepływająca przez hrabstwa Kerry, Cork i Waterford.
Blackwater ma swoje źródło w Górach Mullaghareirk w hrabstwie Kerry. Rzeka płynie w kierunku wschodnim przez miasta Mallow i Fermoy, następnie w Cappoquin skręca na południe i wpada do Morza Celtyckiego w Youghal. Najważniejsze dopływy to: Licky, Bride, Flesk, Chimneyfield, Finisk, Araglin, Awbeg (Buttevant), Clyda, Glen, Allow, Dalua, Brogeen, Rathcool, Finnow, Owentaraglin i Awnaskirtaun.
W lipcu 2012 roku w ramach europejskiego programu ochrony przyrody Natura 2000 utworzono na terenie dorzecza Munster Blackwater specjalną strefę Blackwater River (Cork/Waterford) SAC 002170, której celem jest ochrona występującej tam fauny i flory.
W rzece występują m.in. pstrąg, łosoś oraz węgorz, i jest ona miejscem wędkowania.
Angielska nazwa rzeki: Blackwater, ma związek z ciemnym zabarwieniem wody w rzece (black-czarny, water-woda).

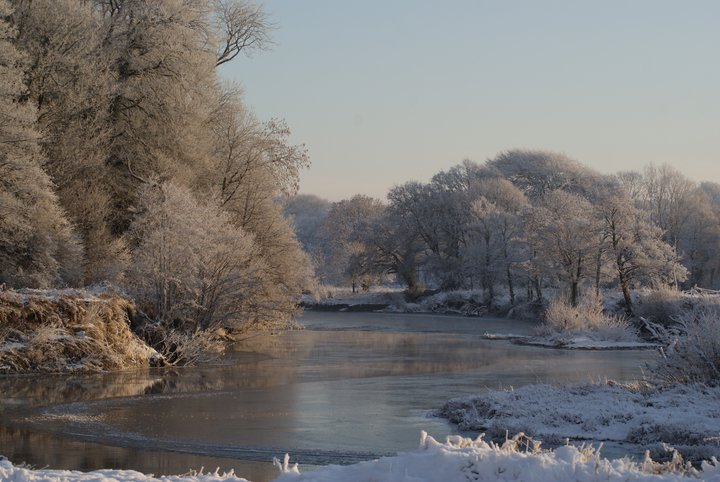
Blackwater w okolicach Mallow